# Кириченко, Иван Яковлевич
Иван Яковлевич Кириченко (17 января 1924 года — 9 марта 2004 года) — участник Великой Отечественной войны, полный кавалер Ордена Славы (1946).

## Биография
Родился 17 января 1924 года в селе Черкасское Поречное Суджанского уезда Курской губернии (ныне Суджанский район Курской области) в крестьянской семье.
Окончил 9 классов, затем работал в колхозе. В 1943 году призван в РККА.
4 ноября 1943 года рядовой Кириченко, будучи наводчиком 82-мм миномёта 836-го стрелкового полка 240-й стрелковой дивизии 38-й армии 1-го Украинского фронта, в ходе боя на южной окраине Киева с расстояния 70-80 м вёл интенсивный миномётный огонь по контратакующей пехоте противника и в ходе боя уничтожил более 10 солдат противника. 18 декабря 1943 года награждён орденом Славы 3 степени.
17-18 октября 1944 года старший сержант Кириченко, будучи командиром миномётного расчета того же полка и дивизии 40-й армии 2-го Украинского фронта вместе с расчётом в боях за город Сигет на территории Румынии из миномёта уничтожил 3 пулемётные точки, 2 автомашины и около 15 вражеских солдат и офицеров.
6 ноября 1944 года под вражеским огнём в числе первых переправился через реку Тиса в районе населённого пункта Такта-Кенез к юго-востоку от венгерского города Мишкольц. При отражении 4 вражеских контратак на правом берегу реки вывел из строя большое количество его живой силы. 29 января 1945 года награждён орденом Славы 2 степени.
26 марта 1945 года во главе расчёта в бою за железнодорожную станцию Банска-Бистрица в Чехословакии миномётным огнем уничтожил несколько вражеских солдат.
10 апреля 1945 года во время боя в районе населённых пунктов Дуброва и Мартичаны в 23 км к северо-востоку от железнодорожной станции Бановце подавил 6 пулемётов и уничтожил до взвода вражеских солдат. Указом Президиума Верховного Совета СССР от 15 мая 1946 года награждён орденом Славы 1 степени, став полным кавалером ордена Славы.

## Награды
- орден Ленина
- орден Октябрьской Революции
- орден Славы 3 степени (18.12.1943)[1]
- орден Славы 2 степени (29.1.1944)[2]
- орден Славы 1 степени (15.5.1946)
- Орден Отечественной войны 1 степени (11.3.1985)